# Emerson Marcelina
Emerson Marcelina (Imbituba, 24 febbraio 1991) è un calciatore brasiliano, centrocampista dell'Ħamrun Spartans.

## Carriera
In carriera ha giocato 7 partite di qualificazione per l'Europa League, tutte con il Birkirkara.

## Statistiche

### Presenze e reti nei club
Statistiche aggiornate al 17 dicembre 2023.
| Stagione               | Squadra                | Campionato             | Campionato | Campionato | Coppe nazionali | Coppe nazionali | Coppe nazionali | Coppe continentali | Coppe continentali | Coppe continentali | Altre coppe | Altre coppe | Altre coppe | Totale | Totale |
| Stagione               | Squadra                | Comp                   | Pres       | Reti       | Comp            | Pres            | Reti            | Comp               | Pres               | Reti               | Comp        | Pres        | Reti        | Pres   | Reti   |
| ---------------------- | ---------------------- | ---------------------- | ---------- | ---------- | --------------- | --------------- | --------------- | ------------------ | ------------------ | ------------------ | ----------- | ----------- | ----------- | ------ | ------ |
| 2013-2014              | Viitorul Costanza      | L1                     | 9          | 0          | CR              | 0               | 0               | -                  | -                  | -                  | -           | -           | -           | 9      | 0      |
| 2014-2015              | Floriana               | PL                     | 20+10      | 0          | CM              | 2               | 0               | -                  | -                  | -                  | -           | -           | -           | 32     | 0      |
| 2015-gen. 2016         | Birkirkara             | PL                     | 14         | 0          | CM              | 1               | 0               | UEL                | 1                  | 0                  | SM          | 1           | 0           | 17     | 0      |
| gen.-giu. 2016         | Floriana               | PL                     | 11         | 1          | CM              | 1               | 0               | -                  | -                  | -                  | -           | -           | -           | 12     | 1      |
| ago. 2016              | Birkirkara             | PL                     | 0          | 0          | CM              | 0               | 0               | UEL                | 6                  | 0                  | -           | -           | -           | 6      | 0      |
| Totale Birkirkara      | Totale Birkirkara      | Totale Birkirkara      | 14         | 0          |                 | 1               | 0               |                    | 7                  | 0                  |             | 1           | 0           | 23     | 0      |
| ago. 2016-2017         | Tarxien Rainbows       | PL                     | 26         | 1          | CM              | 4               | 0               | -                  | -                  | -                  | -           | -           | -           | 30     | 1      |
| 2017-2018              | Floriana               | PL                     | 20         | 1          | CM              | 0               | 0               | UEL                | -                  | -                  | SM          | 1           | 0           | 21     | 1      |
| 2018-2019              | Floriana               | PL                     | 24         | 2          | CM              | 0               | 0               | -                  | -                  | -                  | -           | -           | -           | 24     | 2      |
| Totale Floriana        | Totale Floriana        | Totale Floriana        | 85         | 4          |                 | 3               | 0               |                    | -                  | -                  |             | 1           | 0           | 89     | 4      |
| 2020-2021              | Ħamrun Spartans        | PL                     | 19         | 0          | CM              | 1               | 0               | -                  | -                  | -                  | -           | -           | -           | 20     | 0      |
| 2021-2022              | Ħamrun Spartans        | PL                     | 21+5       | 0          | CM              | 3               | 0               | -                  | -                  | -                  | -           | -           | -           | 29     | 0      |
| 2022-2023              | Ħamrun Spartans        | PL                     | 25         | 1          | CM              | 3               | 0               | UECL               | 8                  | 0                  | -           | -           | -           | 36     | 1      |
| 2023-2024              | Ħamrun Spartans        | PL                     | 11         | 0          | CM              | 0               | 0               | UCL+UECL           | 2+4                | 0                  | SM          | 1           | 0           | 18     | 0      |
| Totale Ħamrun Spartans | Totale Ħamrun Spartans | Totale Ħamrun Spartans | 81         | 1          |                 | 7               | 0               |                    | 14                 | 0                  |             | 1           | 0           | 103    | 1      |
| Totale carriera        | Totale carriera        | Totale carriera        | 215        | 6          |                 | 15              | 0               |                    | 21                 | 0                  |             | 3           | 0           | 254    | 6      |

## Palmarès

### Club

#### Competizioni nazionali
- Supercoppa di Malta: 3

Floriana: 2017
Ħamrun Spartans: 2023, 2024
- Campionato maltese: 4

Ħamrun Spartans: 2020-2021, 2022-2023, 2023-2024, 2024-2025